# Szamarzewo
Szamarzewo – wieś w Polsce, położona w województwie wielkopolskim, w powiecie wrzesińskim, w gminie Kołaczkowo.
| SIMC    | Nazwa   | Rodzaj     |
| ------- | ------- | ---------- |
| 0585756 | Borkowo | przysiółek |
| 0585740 | Hubki   | część wsi  |

Wieś duchowna, własność biskupstwa poznańskiego, pod koniec XVI wieku leżała w powiecie pyzdrskim województwa kaliskiego. W latach 1975–1998 miejscowość administracyjnie należała do województwa poznańskiego.
W Szamarzewie urodził się bp Zbigniew Kiernikowski.